# (17274) 2000 LC16
2000 أل سي 16 (ويعرف أيضًا باسم (17274) 2000 أل سي 16 وفق تسمية الكوكب الصغير) (بالإنجليزية: 2000 LC16)‏ هو كويكب ضمن حزام الكويكبات؛ وترتيبه 17274 من حيث الاكتشاف.
اكتُشف هذا الجُرم الفلكي بواسطة بحث لنكولن عن الكويكبات القريبة من الأرض في 7 يونيو 2000.

## وصلات خارجية
- (17274) 2000 LC16 في قاعدة بيانات مختبر الدفع النفاث لأجرام النظام الشمسي الصغيرة

- الاكتشاف · مخطط المدار ·  العناصر المدارية · المعلمات المادية

- (17274) 2000 LC16 على موقع ويكي سكاي: DSS2, SDSS, GALEX, IRAS, Hydrogen α, X-Ray, Astrophoto, Sky Map, Articles and images